# Glenea cantor
Glenea cantor es una especie de escarabajo del género Glenea, familia Cerambycidae. Fue descrita científicamente por Fabricius en 1787.
Habita en China, India, Filipinas, Tailandia y Vietnam. Esta especie mide 10-15 mm.